# Um Myal
Um Myal (tiếng Ả Rập: أم ميال) là một ngôi làng Syria nằm ở phó huyện Al-Saan ở huyện Salamiyah, Hama. Theo Cục Thống kê Trung ương Syria (CBS), Um Myal có dân số 605 trong cuộc điều tra dân số năm 2004.